# توماس جوردن
توماس جوردن (بالإنجليزية: Thomas Jordan)‏ هو جاسوس أمريكي، ولد في 30 سبتمبر 1819 في لوراي في الولايات المتحدة، وتوفي في 27 نوفمبر 1895 في نيويورك في الولايات المتحدة.